# Austrorhynchus galapagoensis
Austrorhynchus galapagoensis är en plattmaskart som beskrevs av Artois och Schockaert 1999. Austrorhynchus galapagoensis ingår i släktet Austrorhynchus och familjen Polycystididae. Inga underarter finns listade i Catalogue of Life.